# Steppenwolf
Steppenwolf var en amerikansk-kanadensisk rockgrupp som bildades av John Kay 1967 i Los Angeles, Kalifornien. Kay var tidigare medlem i den kanadensiska bluesinspirerade rockgruppen Sparrow, och efter att den gruppen la ner instrumenten bildade han tillsammans med några av medlemmarna Steppenwolf. Namnet är taget från den tyske författaren Hermann Hesses roman Der Steppenwolf. Gruppen är främst känd för låtarna "Born to Be Wild" och "Magic Carpet Ride" (båda 1968).
Ursprungliga medlemmar i gruppen var John Kay (sång, gitarr), Michael Monarch (gitarr), Goldy McJohn (keyboards), Jerry Edmounton (trummor). På de tidigaste inspelningarna medverkar också basisten Nick St. Nicholas.
Steppenwolf fick sitt genombrott 1968 med singeln "Born to Be Wild" som nådde andraplats på Billboard Hot 100-listan och även blev en hit i Europa. I sångtexten nämns uttrycket "heavy metal" första gången i strofen: "I like smoke and lightning, heavy metal thunder". Gruppen fick sin andra stora hitsingel redan samma år, "Magic Carpet Ride", som nådde tredjeplatsen på amerikanska singellistan. "Born to Be Wild" har kommit att bli synonym med motorcykelkulturen mycket tack vare att den förekommer i filmen Easy Rider från 1969. I filmen förekom ytterligare en av gruppens låtar, "The Pusher", som ursprungligen fanns med på deras debutalbum. Deras två första studioalbum blev stora framgångar i USA, särskilt det andra.
Deras tredje studioalbum At Your Birthday Party som lanserades 1969 innehöll deras tredje och sista topp 10-hit i USA, "Rock Me". Albumet sålde nästan lika bra som deras tidigare skivor. Under det tidiga 1970-talet minskade deras framgång något, men de hade fortfarande ett flertal medelstora hitsinglar på Billboard-listan så som "Hey Lawdy Mama", "Monster", "Who Needs Ya" (1970), "Ride With Me" (1971) och "Straight Shootin' Woman" (1974).
Gruppen blev mer politisk under det tidiga 1970-talet, med skivan Monster som ett exempel. Efter det politiska och ekivoka konceptalbumet For Ladies Only där gruppen tacklade feminism bröt gruppen kortvarigt upp 1972. Kay, Edmonton och McJohn återförenade dock gruppen redan 1973 och 1974 släpptes albumet Slow Flux. På albumet fanns låten "Children of the Night" där den republikanske presidenten Richard Nixon tilldelades en vers med strofen "the fool who belived that wrong is right" ("dåren som ansåg att fel var rätt").
Efter att gruppen upplösts ytterligare en gång 1976 förekom det att ett antal gamla medlemmar uppträdde som Steppenwolf. Sedan 1980 har John Kay lett ett nytt Steppenwolf där dock ingen av de ursprungliga medlemmarna medverkar. De nya medlemmarna var Mike Palmer (gitarr), Steve Palmer (trummor), Danny Ironstone (keyboards) och Kurtis Teel (basgitarr). Redan 1981 tillkom dock nya medlemmar. Bland de mer långvariga medlemmarna kan nämnas Michael Wilk på bas som tillkom 1982. De har varit fortsatt aktiva under Kays ledning in på 2010-talet.

## Diskografi
Steppenwolf
- Steppenwolf (1968)
- The Second (1968)
- At Your Birthday Party (1969)
- Monster (1969)
- Steppenwolf Live (1970)
- Steppenwolf 7 (1970)
- For Ladies Only (1971)
- Slow Flux (1974)
- Hour of the Wolf (1975)
- Skullduggery (1976)

John Kay & Steppenwolf
- Wolftracks (1982)
- Paradox (1984)
- Rock & Roll Rebels (1987)
- Rise & Shine (1990)